# Leo Belmont

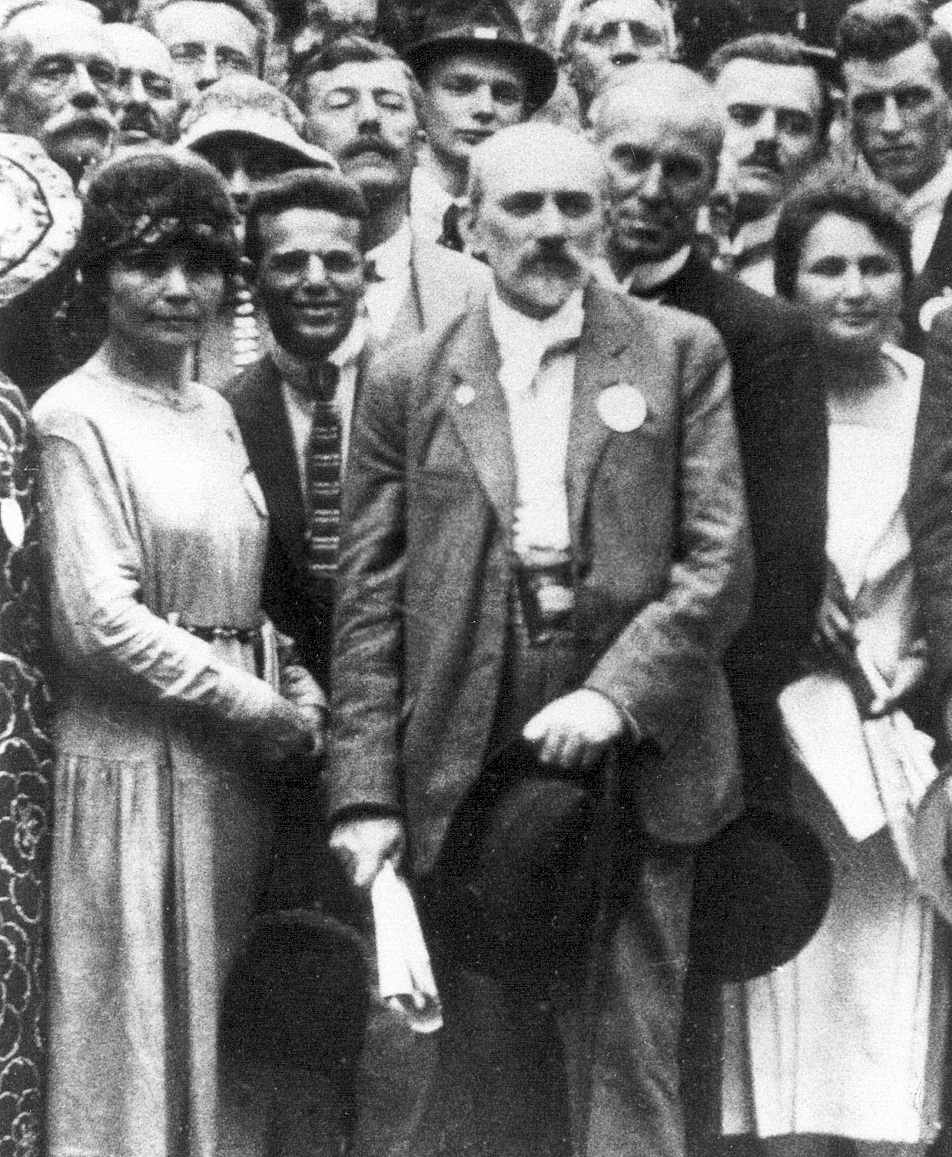
Belmont w gronie uczestników XIII Światowego Kongresu Esperantystów w Pradze, 1921

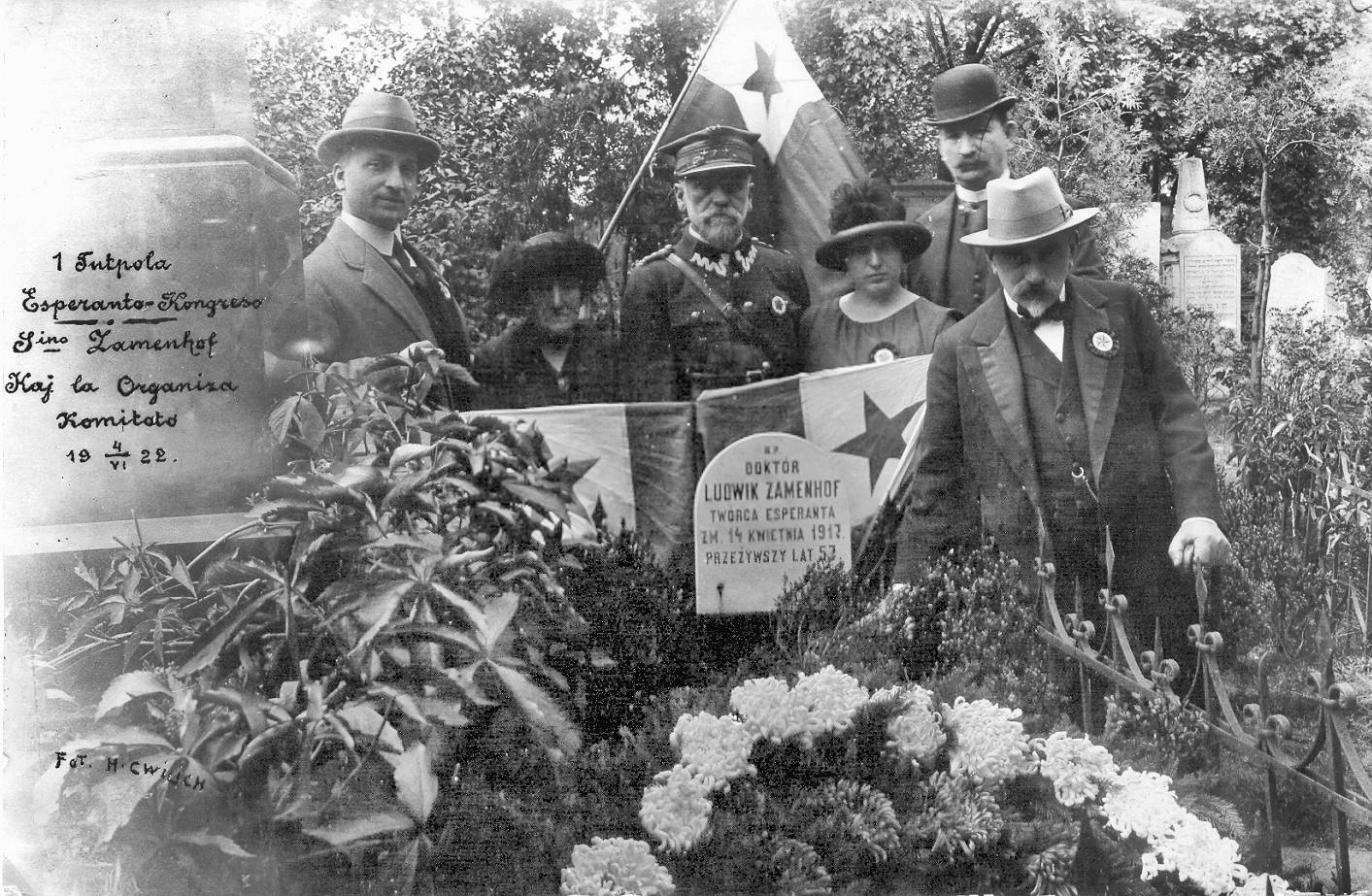
Komitet organizacyjny I Polskiego Kongresu Esperantystów, Warszawa 1922. Po prawej stoi Leo Belmont

Leo Belmont, właściwie Leopold Blumental (ur. 8 marca 1865 w Warszawie, zm. 19 października 1941 tamże) – polski eseista, poeta, prozaik, znawca i tłumacz literatury francuskiej i rosyjskiej, jeden z założycieli Polskiego Związku Esperantystów.

## Życiorys
Urodził się w rodzinie żydowskiej, był synem Maurycego i Franciszki ze Studenckich. W 1885 ukończył warszawskie V Gimnazjum. Był absolwentem wydziału prawnego rosyjskiego Uniwersytetu Warszawskiego. W 1892 został wpisany na listę adwokatów przysięgłych w Petersburgu. Zarówno podczas pobytu w Rosji do 1904, jak i w Warszawie kontynuował działalność literacką i prawniczą. Był m.in. radcą prawnym Związku Artystów Scen Polskich i Stowarzyszenia Autorów ZAiKS. W 1905 został skazany na 2 miesiące więzienia za obrazę majestatu. 
W latach 1907–1913 wydawał czasopismo „Wolne Słowo”, gdzie zamieszczał własne prace krytycznoliterackie, m.in. o Tołstoju. Zajmował się judaistyką. Interesował się też językiem esperanto i był współzałożycielem Polskiego Związku Esperantystów. 
Podczas II wojny światowej przebywał w getcie warszawskim, gdzie zmarł śmiercią naturalną. Pochowany został na cmentarzu ewangelicko-augsburskim przy ulicy Młynarskiej (aleja 52, grób 5).

## Twórczość
Powieść Belmonta W wieku nerwowym (1890) zawiera studium osobowości neurotycznej, charakterystycznej dla dekadencji. W późniejszym wieku napisał wiele romansów pseudohistorycznych, które w formie sensacyjnej opisywały romanse koronowanych głów, a także powieści filmowych (m.in. Droga człowieka na motywach filmu Cyrk Chaplina). Pisał też scenariusze filmowe.
Tłumaczył wiele utworów literatury rosyjskiej, niemieckiej, francuskiej, angielskiej, skandynawskiej. Był autorem przekładów m.in. poematu Eugeniusz Oniegin Aleksandra Puszkina, powieści Michał Strogow Juliusza Verne’a, dzieł literackich Leonida Andriejewa, Aleksandra Kuprina, Ilji Erenburga, Marka Ałdanowa, Thomasa Manna, Jakuba Wassermanna, Stefana Zweiga, Liona Feuchtwangera, Edmonda Rostanda, Victora Margueritte’a, Edwarda Bulwer-Lyttona, Oscara Wilde’a.

### Powieści
- W wieku nerwowym (1890)[8]
- Sprawa przy drzwiach zamkniętych[9]
- Diablica: romans modernistyczny (1927)[10]
- Markiza Pompadour, miłośnica królewska (1927)[11]
- Zaślubiny śmierci (1927)[12]
- Konieczność, przypadek, czy wolna wola? (1927)[13]
- Cykl Od kolebki do gilotyny:
  - Pani Dubarry (1927)[14]
  - Królewska miłośnica: dalsze losy pani Dubarry (1928)[15]
  - Pod gilotyną: tragedia śmierci pani Dubarry[16]
- Kapłanka miłości Ninon de Laclos (1928)[17]
- Mary Vetsera (1928)[18]
- Pomiędzy sądem i sumieniem[19]
- Człowiek, z którego świat się śmieje (1928)[20]
- Przeznaczenie (1928)[21]
- Tragedia Habsburgów (1928)[22]
- Lady Hamilton (1928)[23]
- Droga człowieka (1928)[24]
- Niepotrzebny człowiek (1928)[25]
- Messalina (1930)[26]
- Mojżesz Współczesny (1931)[27]
- Złotowłosa czarownica z Glarus (1932)[28]
- Dwużeniec? (1933)[29]
- On, czy nie on? (1933)[30]
- Powrót umarłych (1933)[31]

### Dramaty
- Dla honoru (1909)[32]

### Zbiory
- Nowele i satyry[33]
- Rymy i rytmy[34]

### Scenariusze filmowe
- Strzał (1922)
- Uwiedziona (1931)
- Na podstawie Przeznaczenia powstał film Janusza Stara pod tym samym tytułem[35]. Według Polskiego Słownika Biograficznego w czołówce filmu podano ze względów promocyjnych, że autorem scenariusza był sam pisarz. W rzeczywistości scenariusz opracował reżyser.